# Església de Sant Miquel de Campmajor
L'església de Sant Miquel de Campmajor es dreça en una petita elevació al marge esquerre del riu Tort, a la vall de Campmajor. Pertany al municipi de Sant Miquel de Campmajor 

## Història
Antiga filial del monestir de Banyoles, aquesta església és esmentada, ja com a parròquia, l'any 1144. El 1279 consta documentalment l'església pels delmes que tenia. El 1319, el senyor de Falgons, Guillem Galceran II de Cartellà, prestà homenatge al bisbe de Girona pel delme de diversos masos situats dins aquesta parròquia. En el fogatge de 1359, la parròquia reunia 2 focs de cavaller i 13 d'església. L'any 1392, la jurisdicció de la parròquia fou venuda per Joan I a Hug II de Santa Pau. Sant Miquel formà part del lot de béns amb què fou beneficiat el cabdill remença Francesc de Verntallat, el 1474, en ser nomenat vescomte d'Hostoles.

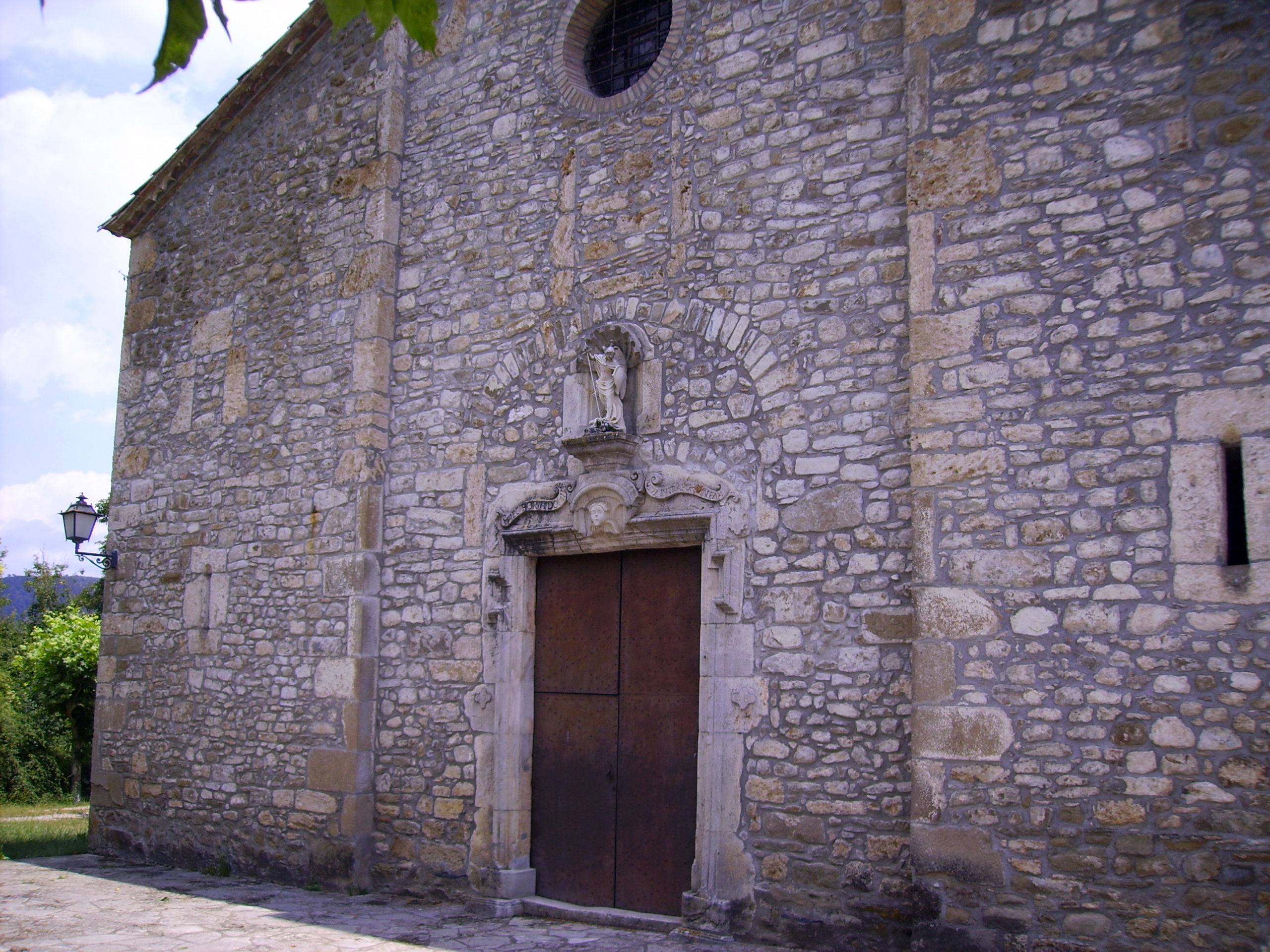
Façana principal, barroca (2012)

## Arquitectura
L'església romànica de St. Miquel es va reformar molt especialment durant el segle xviii i, les transformacions sofertes dificulten que se'n pugui trobar l'estructura original. El més destacat de l'antiga forma romànica són els tres absis encarats a les tres naus actuals de l'església barroca, cosa que feu pensar que la planta original tenia aquest forma basilical de tres naus. L'absis central és la peça més interessant i ben conservada. Presenta tres finestres de doble esqueixada i arc de mig punt format per petites dovelles d'extradós amb una filada de pedra volcànica negra. Les finestres són emmarcades per arcuacions llombardes separades per lesenes. L'aparell és de filades regulars de carreus ben tallats de pedra de xalió d'una mida d'uns 30 X 15 cm. L'absis fou sobrealçat per donar lloc a la nova volta barroca i el parament interior parcialment rebaixat per fer la volta poligonal dels absis barrocs. L'absis del nord fou parcialment restaurat i el de migdia totalment reconstruït seguint la forma original de l'absis nord. A la part de llevant de la façana de migdia, on hi podria haver la capçalera d'un transsepte o nau transversal hi ha una sèrie d'arcuacions irregulars i una finestra descentrada degut al contrafort barroc. En canvi, la part nord d'aquest transsepte sembla net de modificacions i la finestra és centrada. A partir d'aquestes característiques constructives es conclouria que l'església romànica original seria una edificació amb tres absis i transsepte o planta de creu llatina. En cap cas amb planta basilical de tres naus.
La façana principal és d'estil barroc. El campanar és de planta quadrada amb coberta piramidal. Les façanes presenten restes d'arrabassats, i són fetes principalment amb carreus. El portal presenta els brancals i la llinda fetes amb carreus de pedra emmotllurada. A la part central de la llinda hi ha l'escultura d'un cap humà amb ales. Sobre la figura hi ha un nínxol amb la part superior en forma de petxina i una escultura que representa Sant Miquel. En la llinda de la portalada, hi ha en unes cintes de pedra en les quals hi consta la següent inscripció: «Haec porta domini Insti intrabunt in eam». En els brancals els pot llegir la data 1736.
Pel que fa a la datació, es tractaria d'una obra de la fi del segle xi o de principi del segle xii.